# Macairea radula
Macairea radula là một loài thực vật có hoa trong họ Mua. Loài này được (Bonpl.) DC. mô tả khoa học đầu tiên năm 1828.

## Hình ảnh

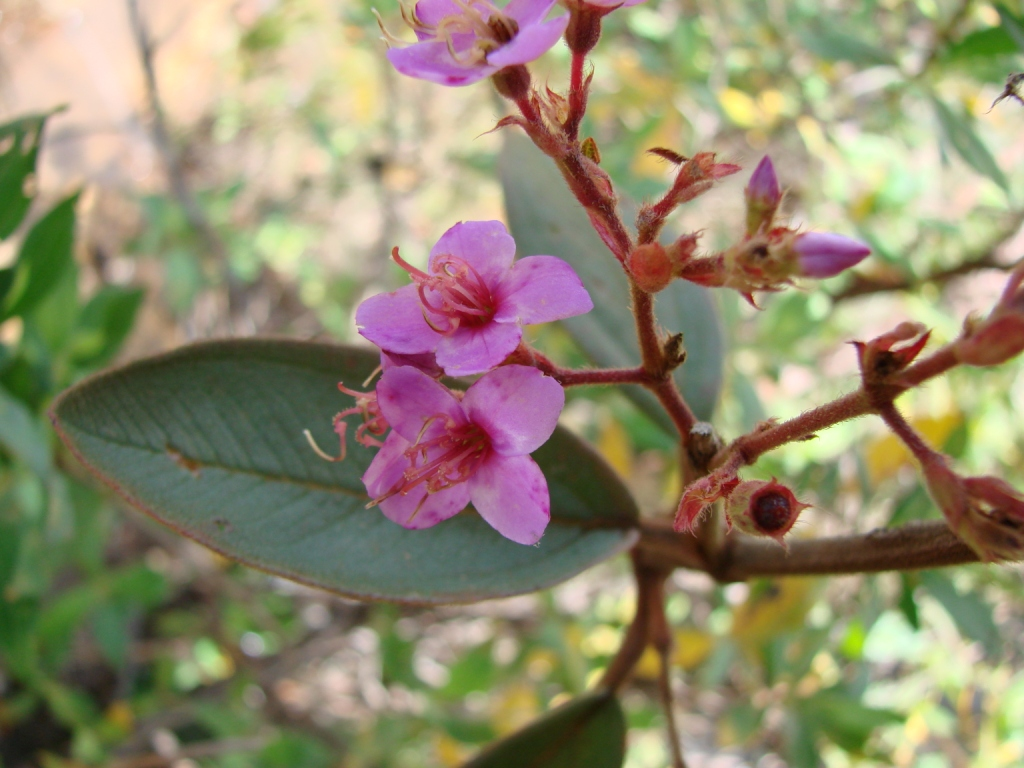